# Мунзир II (емір Сарагоси)
Мунзир II ібн Ях'я ібн аль-Мунзир Муїзз аль-Даула (араб. المنذر بن يحي معز الدولة‎; д/н — 23 серпня 1038) — 3-й емір Сарагоської тайфи в 1036—1038 роках.

## Життєпис
Походив з арабського роду Туджибідів. Син Ях'ї аль-Музаффара, еміра Сарагоського тайфи, та сестри Ісмаїла аз-Захіра, еміра Толедо. У 1029 році оголошений спадкоємцем та співолодарем батька.
1036 року після смерті Ях'ї аль-Музаффара стає новим сарагоським еміром. Втім через молодість та недосвідченість не зміг впоратися зі знаттю. До того ж залишив на посаді візира Єкутіеля бен Ісхака. В результаті 1038 року його було повалено стриєчним братом Абдаллою ібн Хакамом.